# Демоль, Шарль
Шарль Этьен Эмиль Демоль (22 марта 1828, Шароль — 18 июня 1908, Сен-Жульен-де-Сиври, Сона и Луара) — французский политический и государственный деятель Третьей республики.

## Биография

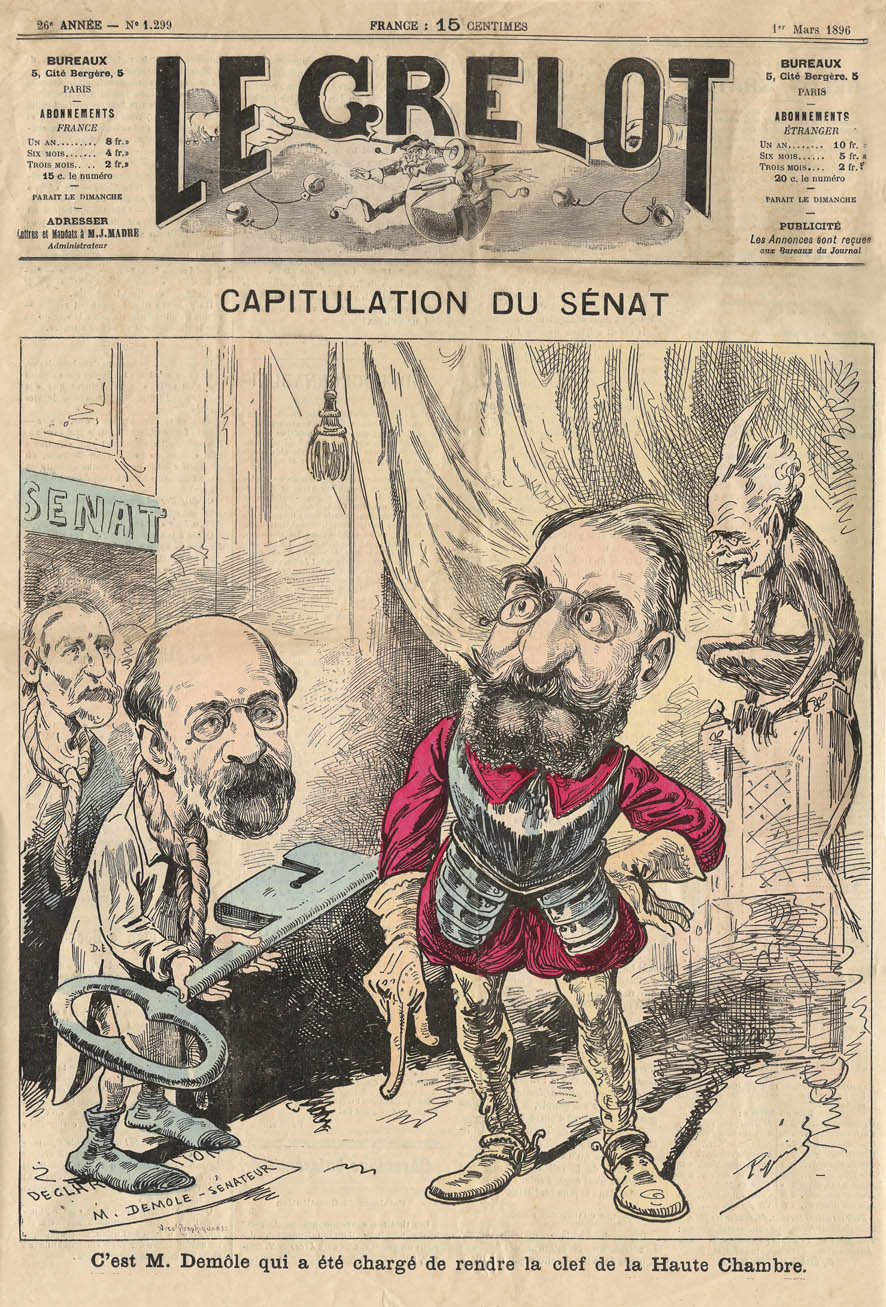
Карикатура на Ш. Демоля (1896)

По профессии — адвокат. Участник французской революции 1848 года и государственного переворота во Франции 2 декабря 1851 года.
В 1879 г. был избран сенатором Франции, занял место в группе республиканского союза и особенно деятельно участвовал в разработке юридических и административных вопросов.
В 1884 г. он был докладчиком законопроекта о реформе муниципального управления и нового избирательного закона для выборов в сенат. В 1885 г. Ш. Демоль занял пост министра общественных работ (16 апреля 1885 — 6 января 1886) в кабинете Э. Бриссона, заменив М. Карно, который назначен был министром финансов.
В следующем кабинете Ш. Фрейсине ему был поручен портфель министерства юстиции (7 января-10 декабря 1886); в этой должности Ш. Демолю пришлось представить сенату законопроект об изгнании некоторых членов царствовавших во Франции династий.
Член Сената Франции от департамента Сона и Луара с 5 января 1879 года до смерти в июне 1908 г. Дважды занимал пост вице-президента Сената Франции (1891—1895, 1898—1902).